# Jałowiec (województwo dolnośląskie)
Jałowiec (niem. Wingendorf) – wieś w Polsce położona w województwie dolnośląskim, w powiecie lubańskim, w gminie Lubań.

## Położenie
Jałowiec to niewielka wieś o rozproszonej zabudowie leżąca na Pogórzu Izerskim, na północno-zachodnim skraju Obniżenia Lubomierskiego, nad potokiem Olszówka, na wysokości około 215–220 m n.p.m.

## Podział administracyjny
W latach 1975–1998 miejscowość administracyjnie należała do województwa jeleniogórskiego.

## Demografia
Według Narodowego Spisu Powszechnego (III 2011 r.) liczył 251 mieszkańców. Jest najmniejszą miejscowością gminy Lubań.

## Zabytki
Do wojewódzkiego rejestru zabytków wpisane są obiekty:
- kościół ewangelicki, z 1799 r.
- zespół pałacowy
  - pałac, z początku XIX w.
  - park:
    - ogród przy pałacu, z 1818 r.
    - ogród z mauzoleum, z 1870 r.
    - aleja lipowa, z drugiej połowy XVIII w.